# Oriocalotes paulus
Oriocalotes paulus is een hagedis uit de familie agamen (Agamidae).

## Naam en indeling
De wetenschappelijke naam van de soort werd voor het eerst voorgesteld door Malcolm Arthur Smith in 1935. Oorspronkelijk werd de naam Calotes minor gebruikt, de soortaanduiding berust waarschijnlijk op een vergissing. De agame behoorde onder deze naam tot de prachtagamen uit het geslacht Calotes. Later werd de hagedis tot het geslacht van de hoekkopagamen (Acanthosaura) gerekend. Het is de enige soort uit het monotypische geslacht Oriocalotes.

## Uiterlijke kenmerken
De agame bereikt een lichaamslengte tot ongeveer 20 centimeter. De lichaamskleur is bruingroen aan de bovenzijde, hier is een tekening aanwezig die varieert tussen een vlektekening en een marmertekening die soms overgaan in dwarsstrepen. De buikzijde is lichter van kleur tot lichtbruin en aan de onderzijde van de keel zijn vaak dwarsstrepen aanwezig.

## Verspreiding en habitat
Oriocalotes paulus komt voor in delen van Azië en leeft in de landen China en India. In China is de soort alleen aangetroffen in Tibet. De habitat bestaat uit tropische en subtropische bossen.